# 張錦 (弘治己未進士)
張錦（1467年—？），字中美，錦衣衛校尉籍浙江上虞县人。明朝政治人物。同進士出身。

## 生平
弘治八年（1495年）乙卯科顺天府鄉試第八十七名舉人。弘治十二年，登己未科會試第二百七十九名，三甲五十九名進士，正德初官曲靖府知府。

## 家族
曾祖张得常；祖张伯澄；父张英。母陈氏。慈侍下。弟张绣。